# Aéroport d'Aachen-Merzbruck
L'aéroport d'Aachen-Merzbruck (en allemand : Flugplatz Merzbrück) (code IATA : AAH • code OACI : EDKA) est un petit aéroport, situé près de la ville d'Aix-la-Chapelle. Cet aéroport est souvent considéré comme un aéroport de secours héliporté.